# Antonius Montfoort
Antonius Cornelis Montfoort (La Haya, 26 de septiembre de 1902-Voorburg, 29 de abril de 1974) fue un deportista neerlandés que compitió en esgrima, especialista en la modalidad de sable. Ganó una medalla de bronce en el Campeonato Mundial de Esgrima de 1938 en la prueba por equipos.

## Palmarés internacional
| Campeonato Mundial | Campeonato Mundial        | Campeonato Mundial | Campeonato Mundial |
| Año                | Lugar                     | Medalla            | Prueba             |
| ------------------ | ------------------------- | ------------------ | ------------------ |
| 1938               | Pieštany (Checoslovaquia) | Medalla de bronce  | Sable por equipos  |